# يسري السكاكر
يسري السكاكر لاعب كرة قدم سعودي محترف ، يلعب في خط الهجوم في نادي التعاون أعاره التعاون إلى نادي الرياض لمدة سنة .
وقع مخالصة نهائية مع نادي التعاون في عام 2016